# Vaillant (périodique)
Pour les articles homonymes, voir Vaillant.
Vaillant (puis Vaillant, le journal de Pif) est un journal français hebdomadaire de bandes dessinées créé en 1945, auquel collaborait José Cabrero Arnal. Il est devenu Pif Gadget en 1969. Il reprenait les planches de Pif publiées dans le journal L'Humanité.
C'est aussi le nom des éditions Vaillant, qui ont publié ces deux périodiques. Le siège de la maison d'édition était sis au 126, rue La Fayette dans le 10e arrondissement de Paris.

## Né au cœur de l'histoire
Le premier numéro du journal paraît le 1er juin 1945. Concernant le nom Vaillant, d'une part il fait référence au mouvement communiste de jeunesse « des Vaillants et des Vaillantes » (et à ce titre, il peut être considéré, à ses débuts, comme un modeste émule français de la « Komsomolskaïa Pravda ») et d'autre part il évoque le titre du bien connu journal catholique pour la jeunesse Cœurs Vaillants, publié depuis 1929 et qui était alors provisoirement interdit pour avoir continué de paraître pendant l'Occupation. En sous-titre figure le nom du journal dont il prend le relais : Le Jeune Patriote. Vient ensuite la mention de l'éditeur : l'Union de la jeunesse républicaine de France. Le Jeune Patriote est né en 1942 comme feuille ronéotée à destination de la jeunesse, il est lors de la Libération le journal des Forces unies de la jeunesse patriotique (FUJP) sous le contrôle du Parti communiste français. Ce journal dont 30 numéros sont édités entre octobre 1944 et juin 1945 n'est pas spécifiquement un support de bande dessinée, mais il publie des textes illustrés évoquant la Résistance, les maquis, le colonel Fabien, avec des nouvelles écrites par de très jeunes résistants comme Madeleine Riffaud.
Certains de ses illustrateurs viennent de l'illustré collaborationniste Le Téméraire.
Son faible tirage, les restrictions de papier des années d’après guerre et les réorganisations des mouvements de jeunesse patriotique et communiste provoquent une réorientation du titre et sa transformation en Vaillant le journal le plus captivant, puis en 1966 en Vaillant le journal de Pif, enfin en Pif gadget en 1969. La directrice du nouveau journal est une ancienne institutrice, résistante et communiste, Madeleine Bellet qui y rencontra son futur compagnon, René Moreu, rédacteur en chef de Vaillant (1945-1952), dessinateur de Riquiqui, après guerre elle fut adjointe au maire auprès du Maire Daniel Renoult à Montreuil (Seine-Saint-Denis). Le rédacteur en chef, venu lui aussi des mouvements de Résistance, est René Moreu, ancien mécanicien d'imprimerie, qui au fil des années, outre son travail de mise en pages et de rédaction, devient un illustrateur de livres pour la jeunesse.

## Son développement
Dès 1945 paraît le premier épisode de la célèbre série Les Pionniers de l'Espérance dessinée par Raymond Poïvet sur scénario de Roger Lécureux. Paraissent également Les Aventures de Placid et Muzo de Jacques Nicolaou et José Cabrero Arnal. Ces deux séries paraîtront pendant près d'un quart de siècle, jusqu'à l'arrivée de Pif Gadget, et encore de nos jours pour Placid et Muzo.
En juin 1946, à partir du numéro 59, Vaillant devient hebdomadaire.
En juillet 1946, la référence à l'Union de la jeunesse républicaine de France (UJRF) disparaît du bandeau titre de l'hebdomadaire ; on ne conserve que la devise « le journal le plus captivant ».

En 1952, Pif le chien fait ses débuts en couleurs dans Vaillant, le journal le plus captivant. (Sa première apparition avait été pour le journal L'Humanité dès 1945.)
En 1956, Vaillant passe de 16 à 32 pages. De nouveaux dessinateurs arrivent, tel que Tabary et ses deux personnages Richard et Charlie. Sous la forme d'une enquête policière, nos deux héros iront jusqu'au centre de la Terre à la découverte d'un étonnant peuple lilliputien vivant dans un univers de feu et de lave. Ce petit peuple d'abord réticent à l'arrivée surprenante de ces deux étrangers deviendront leurs amis grâce à l'un d'entre eux, Vlugubu. D'autres aventures attendront ces deux héros, notamment au Japon.
En 1962, Vaillant est le dernier grand hebdomadaire pour la jeunesse ayant conservé le grand format d'avant-guerre. Face à la concurrence de Spirou, Tintin et surtout Pilote, la rédaction de la rue La Fayette décide de réduire le format de parution à celui de ses concurrents, tout en passant à 48 pages. De nouveaux dessinateurs viennent rejoindre l'équipe de Vaillant, notamment Gérald Forton pour Teddy Ted, André Chéret pour Bob Mallard et Christian Gaty pour Le Grêlé 7/13.
En septembre 1962, dans le numéro 906 de Vaillant, paraît la première planche de Nanar, Jujube et Piette dessinée par Marcel Gotlib, série dans laquelle apparaitra Gai-Luron, d'abord comme personnage secondaire, puis rapidement comme personnage principal.
Arrive par la suite Nikita Mandryka avec Les Aventures potagères du concombre masqué.
En 1969, le no 1238 de Vaillant, le journal de Pif est le dernier numéro et dès le numéro 1239, Vaillant, vingt-quatre ans après sa création, devient Pif Gadget.

## Anecdote
En 1964, le no 997 (1964-06-21) de Vaillant est un numéro spécial de 100 pages pour fêter le no 1000 publié trois semaines plus tard.

## Quelques séries célèbres publiées dans le périodiqueVaillant
| Série                                                         | Date | Scénario | Dessin | Genre                 |
| ------------------------------------------------------------- | ---- | --- | --- | --------------------- |
| As (Les)                                                      | 1963 | Greg | Greg | aventure et humour    |
| A. Bâbord et Père O.K.                                        | 1949 | Eugène Gire | Eugène Gire | Humour                |
| Arthur le fantôme justicier                                   | 1953 | Jean Cézard | Jean Cézard | humour                |
| Biceps                                                        |      | Jean Hache | Jean Hache | humour                |
| Bob Mallard                                                   | 1946 | Henri Bourbens et Rémy Bourlès                                                                                              | André Chéret | aventure              |
| Capitaine Cormoran                                            | 1947 | | |                       |
| Corinne et Jeannot                                            | 1966 | Tabary | Tabary | humour                |
| Davy Crockett                                                 | 1957 | Jean Ollivier | Eduardo Coelho puis Kline                                                                                                   | aventure (western)    |
| Fifi, gars du maquis                                          | 1945 | Roger Lécureux | Auguste Liquois |                       |
| Fils de Chine                                                 |      | | |                       |
| Gai-Luron                                                     | 1964 | Gotlib | Gotlib | humour                |
| Grabadu et Gabaliouchtou                                      | 1959 | Tabary | Tabary | humour                |
| Guy Môquet                                                    |      | | |                       |
| Group-Group                                                   |      | Sani | Ramon Monzon |                       |
| Huipatte et Hurrar                                            |      | | |                       |
| Jacques Flash                                                 |      | Pierre Castex, Max Lenvers, Maugis, Monzon, Lucien Nortier et Georges Rieu                                                  | René Deynis | aventure              |
| Jean et Jeannette                                             |      | Jean Ollivier | Jacques Souriau | aventure              |
| Jérémie                                                       | 1966 | | Paul Gillon |                       |
| La Pension Radicelle                                          | 1947 | Eugène Gire | Eugène Gire | humour                |
| Le Concombre masqué                                           | 1965 | Mandryka | Mandryka | humour                |
| Le Grêlé 7/13                                                 | 1962 | Roger Lécureux Christian Gaty                                                                                               | Lucien Nortier | aventure (résistance) |
| Le père O.K.                                                  |      | | |                       |
| Les aventures de R. Hudi Junior et de Nitrate                 |      | Eugène Gire | Eugène Gire | humour                |
| Les aventures extraordinaires de Biquet et de son chien Plouf |      | | |                       |
| Les Pionniers de l'Espérance                                  | 1945 | Roger Lécureux | Raymond Poïvet | science-fiction       |
| Luc et Jori, la patrouille de la jungle                       |      | | |                       |
| Lynx blanc                                                    | 1947 | | |                       |
| M le Magicien                                                 | 1968 | Mattioli | Mattioli |                       |
| Nanar, Jujube et Piette                                       | 1962 | Marcel Gotlib | Marcel Gotlib | humour                |
| Nasdine Hodja                                                 | 1946 | Roger Lécureux (qui signe aussi de son pseudonyme Hertel)                                                                   | Quatre dessinateurs se succèdent: René Bastard, R. Violet, Pierre Le Guen et P. Legoff.                                     | aventure              |
| Pif le chien                                                  | 1952 | José Cabrero Arnal puis Louis Cance, François Dimberton, Michel Motti, François Corteggiani, Giorgio Cavazzano et Roger Mas | José Cabrero Arnal puis Louis Cance, François Dimberton, Michel Motti, François Corteggiani, Giorgio Cavazzano et Roger Mas | humour                |
| Pifou                                                         | 1958 | Roger Mas | Roger Mas | humour                |
| Placid et Muzo                                                | 1946 | Nicolaou et José Cabrero Arnal                                                                                              | Nicolaou et José Cabrero Arnal                                                                                              | humour                |
| P'tit Joc                                                     | 1952 | Jean Ollivier | André Joy | aventure              |
| Ragnar le Viking                                              | 1955 | Jean Ollivier | Martin Sièvre | aventure              |
| Richard et Charlie                                            | 1956 | Tabary | Tabary | humour                |
| Sam Billie Bill                                               | 1959 | Roger Lécureux | Lucien Nortier | western               |
| Teddy Ted                                                     | 1963 | Jacques Kamb puis Roger Lécureux                                                                                            | Francisco Hidalgo puis Gérald Forton                                                                                        | western               |
| Totoche                                                       | 1959 | Tabary | Tabary | aventure              |
| Trois Camarades                                               |      | | |                       |
| Yves le Loup                                                  | 1947 | Jean Ollivier | René Bastard + 4 épisodes dessinés par Eduardo Coelho                                                                       | aventure (chevalier)  |
| Zor et Mlouf contre 333                                       | 1959 | Jean Sanitas | Jacques Kamb |                       |
| Wango                                                         | 1957 | Jean Ollivier, Roger Lécureux puis Georges Rieu                                                                             | Eduardo Coelho puis Paul Gillon                                                                                             | aventure              |
| Robin des Bois                                                | 1965 | Jean Ollivier | Trois dessinateurs travaillent ensemble : Lucien Nortier, Christian Gaty et Charlie Kiéfer                                  | aventure              |

## Quelques auteurs publiés dans le périodiqueVaillant
- Jean Ache
- José Cabrero Arnal
- René Bastard
- Rémy Bourlès
- Max Brunel
- Pierre Castex
- Jean Cézard
- André Chéret
- Eduardo Coelho (alias Martin Sièvre)
- Jean-Claude Forest
- Gérald Forton
- Paul Gillon
- Eugène Gire (alias Eu. Gire)
- Christian Godard
- Marcel Gotlib
- Michel Greg
- Jacques Kamb
- Kline
- Roger Lécureux
- Nikita Mandryka
- Roger Mas
- Mat
- Massimo Mattioli
- Gilles Maugis (pseudonyme de Pierre Castex et de Jean Ollivier)
- Jacques Nicolaou
- Lucien Nortier
- Jean Ollivier
- Raymond Poïvet
- Jean Trubert

## Quelques rédacteurs et responsables du périodiqueVaillant
- René Moreu
- Madeleine Bellet
- Richard Medioni
- Georges Rieu

### Documentation
- Collectif, L'Aventure et l'image, Vaillant et Gallimard, 1974. Ouvrage d'auto-promotion.
- (fr) Hervé Cultru (préf. Richard Medioni), Vaillant, 1942-1969 la véritable histoire d'un journal mythique, Paris, Éditions Vaillant Collector, février 2006, 286 p., relié (ISBN 2-9519925-1-3).Histoire complète du journal (1942-1969) qui donna naissance à Pif Gadget.
- Henri Filippini, Histoire du journal et des éditions Vaillant, Glénat, 1978.
- Patrick Gaumer, « Les années Pif », dans Guide totem : La BD, Larousse, 2002 (ISBN 9782035051301), p. 231-237.
- Agnès Richomme, Un prêtre, Gaston Courtois, fils de la charité, 1897-1970, Union des œuvres/FLeurus, 1971.
- « Résumé du journal Vaillant », sur lesanneesvaillant.fr (consulté le 3 janvier 2009)